# Madre e hijo (pintura)
Madre e hijo es un cuadro de estilo indigenista del pintor quiteño Oswaldo Guayasamín, fue pintada en el año de 1985, y corresponde a la serie de pinturas Mientras vivo siempre te recuerdo, etapa artística de Guayasamín conocida como la edad de la ternura. El cuadro es un homenaje a su propia madre y a todas las madres del mundo.  

## Descripción
La pintura muestra a una madre mirando hacia arriba, mientras sostiene con su mano derecha la cabeza de su hijo, terminándolo de sostener la cabeza del niño con su mentón. el cuadro presenta tonalidades naranjas y amarillas.